# Diócesis de Mortlach
La diócesis de Mortlach o de Murthlacum (en latín: Dioecesis Murthlacensis y en inglés: Diocese of Mortlach) fue una circunscripción eclesiástica de la Iglesia católica en Reino Unido. Se trataba de una diócesis latina, inmediatamente sujeta a la Santa Sede. Fue suprimida en 1131 y restaurada como diócesis titular en 1973. Desde el 25 de abril de 2024 su obispo titular es Richard Adrian Walker.

## Territorio y organización
La diócesis extendía su jurisdicción sobre los fieles católicos de rito latino residentes en parte del condado histórico de Banffshire, hoy parte del concejo de Moray en Escocia.
La sede de la diócesis se encontraba en el monasterio de Mortlach (en la actual Dufftown), en donde la actual iglesia parroquial de Mortlach se cree que era la Catedral de San Moloc, y que desde 1560 pertenece a la Iglesia de Escocia.

## Historia
Los probables orígenes míticos de la diócesis de Mortlach (en gaélico escocés: Mòrthlach) se encuentran en el cartulario de la excatedral de San Macario, en Aberdeen, que identificaba a los primeros obispos de la diócesis de Aberdeen —Bean, Denortius, Cormac y Nectan— con Mortlach. Esta tradición se basa en una serie de cartas tempranas que se reconocen como falsas. Estas cartas permitieron a Hector Boece en su Vitae Episcoporum Murthlacensium et Aberdonensium de 1522 construir una historia que tuvo sucesivos obispos de Mortlach, culminando con su cuarto prelado, Nectan, quien luego trasladaría su sede a Aberdeen. Más allá de su aparición en una de estas cartas falsas, Nectan solo está documentado una vez como obispo de Aberdeen, en una pequeña nota (c. 1132) encontrada en el Book of Deer (un Evangelio en latín del siglo X con añadidos de principios del siglo XII en latín, irlandés antiguo y gaélico escocés, que contiene los escritos gaélicos más antiguos que se conservan de Escocia). Sin embargo, Mortlach sí poseía importancia eclesiástica temprana. Una bula de 1157 del papa Adriano IV confirmó la existencia de un monasterio en Mortlach junto con cinco iglesias anexas como parte de la diócesis de Aberdeen. Para el siglo XI este tipo de organización era característico de los asentamientos culdees, que se asemejaban a comunidades de sacerdotes seculares que atendían a las poblaciones locales, pero eran dirigidos desde la iglesia madre central (el monasterio).
El sitio donde se encuentra la iglesia parroquial de Mortlach tiene una antigua asociación con el cristianismo. Aunque los registros del período inicial de su vida no son completamente confiables, tradicionalmente se cree que es el sitio de un monasterio fundado por san Moloc alrededor del año 566, y se cree que el rey Malcolm II de Escocia amplió una iglesia ya presente en el sitio en 1010, para dar gracias por ganar una batalla. También se cree que Malcolm II estableció la diócesis de Mortlach.
En 1131, durante el reinado de David I, la sede episcopal fue trasladada por el obispo Nechtan a Aberdeen (Old Aberdeen). Las únicas fuentes contemporáneas sobre el obispo Nechtan son las cartas constitutivas; aparece como Nectan escob Abberdeon en una carta gaélica registrada en las notitiae del Book of Deer, carta que data explícitamente del "octavo año del reinado de David", es decir, 1131. También aparece en una carta constitutiva que le otorgó el rey David I, carta que modernamente se fecha en 1137.

### Diócesis titular
Desde 1973 Mortlach figura entre las sedes episcopales titulares de la Iglesia católica. Desde el 25 de abril de 2024 el obispo titular es Richard Adrian Walker, obispo auxiliar de la arquidiócesis de Birmingham.

## Episcopologio
- San Beóán (Beano) † (1012 o 1015-1047 falleció)
- Donercius † (?-1098 falleció)
- Cormac †
- Nechtan † (antes de 1131-1131 nombrado obispo de Aberdeen)

### Obispos titulares
- Thomas William Lyons † (12 de julio de 1974-25 de marzo de 1988 falleció)
- Edmond Carmody (8 de noviembre de 1988-24 de marzo de 1992 nombrado obispo de Tyler)
- Hilton Forrest Deakin † (30 de diciembre de 1992-28 de septiembre de 2022 falleció)
- Richard Adrian Walker, desde el 25 de abril de 2024